# George Bruce (Industrieller)

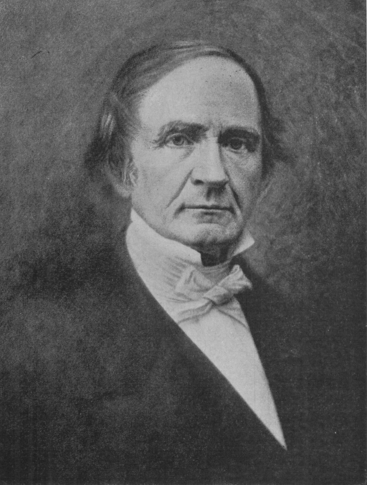
George Bruce

George Bruce (* 5. Juli 1781 in Edinburgh, Schottland; † 6. Juli 1866 in New York City, Vereinigte Staaten) war ein britisch-US-amerikanischer Industrieller, Erfinder und Geschäftsmann.
Er wurde 1781 in Edinburgh, Schottland geboren. Seine Eltern waren John und Janet Gilbertson Bruce. Er wanderte 1795 in die USA aus und absolvierte seine Lehre in Philadelphia. Nach seinem ersten Job als Buchbinder arrangierte sein älterer Bruder David für ihn eine Ausbildung bei Thomas Dobson, einem Drucker in Philadelphia. Im Jahr 1798 veranlasste die Zerstörung von Dobsons Büro durch Feuer und die Verbreitung von Gelbfieber die Brüder dazu, die Stadt zu verlassen. George hatte Gelbfieber in Amboy, erholte sich aber durch die Fürsorge seines Bruders. Die beiden gingen nach Albany und fanden dort Arbeit, kehrten aber nach einigen Monaten nach New York zurück.
Im Jahr 1803 war der junge Bruce Vorarbeiter und ein Mitarbeiter des Daily Advertiser und im November dieses Jahres Drucker und Herausgeber der Zeitung für den Inhaber. 1806 eröffneten die beiden Brüder eine Buchdruckerei an der Ecke Pearl Street und Coffeehouse Slip. Im selben Jahr brachten sie eine Ausgabe von Lavoisiers Traité Élémentaire de Chimie heraus und erledigen die ganze Arbeit mit ihren eigenen Händen. Ihr Fleiß und ihre persönliche Aufmerksamkeit für das Geschäft brachten ihnen bald reichlich Beschäftigung und sie zogen 1809 in die Sloat Lane, nahe dem Hanover Square. Sie hatten neun Druckmaschinen in Betrieb und veröffentlichten gelegentlich auf eigene Rechnung.
Bruce besaß eine Schriftgießerei in New York. Am 9. November 1842 erhielt er das erste Design patent (Geschmacksmuster) für Schriftarten, nachdem diese neue Form eines Patents vom US-Kongress eingeführt worden war.
Er war der Vater der Astronomin und Philanthropin Catherine Wolfe Bruce sowie ein Urgroßvater des Automobilrennfahrers David Bruce-Brown.